# Vitiano
Vitiano è una frazione del comune di Arezzo (Toscana), situata in Valdichiana fra le colline e la pianura. Conta circa 600 abitanti.

## Storia e geografia
Varie sono le testimonianze archeologiche che vanno dalla preistoria al periodo etrusco ed a quello romano. Simpatico è il bronzetto etrusco, rappresentante un fanciullo con una melograna, qui ritrovato nell'Ottocento e oggi al museo archeologico di Cortona. Proprio all'epoca romana fanno riferimento i resti di alcune ville-fattorie piuttosto grandi. L'attuale nome deriva proprio dalla famiglia romana Vittidia, che possedeva qui una villa ed un vasto terreno chiamato Vittidianum, da cui Vitidianum, Vitianum.
Nel medioevo vi sorsero due castelli (di Vitiano nell'attuale località La Torre e Monticello, sulla cima dell'omonima collina, di cui rimangono alcune tracce) che appartennero ai Marchesi del Monte Santa Maria e successivamente ai Tarlati da Pietramala.
Qui dal VI secolo d.C. fino al XVII secolo, sorgeva anche la Pieve di San Pietro a Potentoro, di cui si notano alcuni resti architettonici e certe iscrizioni in un casolare, oggi adibito a locanda ristorante.
Verso il 1500 vi si stabilì la famosa famiglia fiorentina dei Serristori, che acquistò l'antico castello di Vitiano e lo trasformò in residenza di campagna.
Sul finire del 1600 vi abitò Cosimo Serristori, uno strano personaggio, quasi un "Innominato" nostrano, che verso la fine della sua vita si convertì, indossò l'abito clericale e fece testamento delle sue ricche proprietà ai Padri Filippini di Castiglion Fiorentino, che poi fondarono il celebre Collegio Serristori.
Nella parrocchiale di San Martino sono visibili un affresco cinquecentesco della Madonna con il Bambino, alcune tele seicentesche e il fonte battesimale in arenaria, del secolo XII.
Nel 1799, durante l'insurrezione antifrancese del Viva Maria, iniziò qui lo scontro fra popolani aretini e soldati polacchi del generale Jan Henryk Dąbrowski, passato alla storia come la Battaglia di Rigutino.

## Contrade minori
Intorno a Vitiano vi sono varie località e contrade minori:
- Poggio Ciliegio, gruppo di case sorto dopo in prossimità del Canale Maestro della Chiana dopo la bonifica effettuata nel XVIII secolo;
- La Pievuccia, dove è sito il casolare con i resti dell'antica pieve di San Pietro in Potentoro o di Monticello;
- Via dei Rossi, dove vi sono le antiche ville delle famiglie Rossi, Sandrelli e Vivarelli, con le relative cappelline gentilizie;
- Gli Oppi, alla base della collina del Monticello, c'è la Villa Franceschini (oggi Barneschi), con la relativa cappellina gentilizia; agli inizi dell'Ottocento era abitata -tra gli altri - dalle famiglie Mattesini e Burzi;
- Fondaccio, adiacente al centro di Vitiano; ci sono le antiche ville degli Albergotti, dei Giannini e dei Rossi. Vi sono anche le cappelle di san Girolamo (Giannini) e di san Pietro Martire (Albergotti).
- Il Ghetto, lungo la strada statale per Rigutino; qui iniziarono gli scontri tra aretini e polacchi, nel 1799.
- Vitiano vecchio, ai piedi della collina; qui c'era l'antica Chiesa di San Martino di Vitiano, ora inglobata in un casolare.
- La Torre, qui c'è quello che rimane del Castello di Vitiano. Si tratta di un gruppo di case parzialmente dirute, che contiene l'antica cappella di Santissima Annunziata e tre piani dell'antica casa-torre degli Albergotti. È posto su un costone sulla strada per la montagna. Agli inizi dell'Ottocento la famiglia Gadi abitava e lavorava le terre della contrada.
- Le Piagge, alla base dell'antico castello di Vitiano, aveva quale chiesa Sant'Andrea. Oggi vi sono solo ruderi. Agli inizi dell'Ottocento era abitata - tra gli altri - dalla famiglia Bianchini.
- Ponticelli, agglomerato di case anteriori al Settecento, ora dirute, abitate da secoli dalla famiglia Caselli; l'ultima abitazione è stata abbandonata negli anni sessanta del XX secolo;
- Ca' Maggiore o Camagiura, casa colonica un tempo abitata dalla famiglia Marchetti e poi abbandonata nel 1954; ad un'altitudine di 747 m s.l.m. e immersa in un bosco di castagni, è l'ultima casa di Vitiano: si trova a ridosso della cima del Poggio Cavadenti ed attualmente è ridotta ad un rudere. A poche centinaia di metri da essa, sulla vetta tondeggiante del Cavadenti - la cima maggiore del gruppo di Monte Lignano - si notano ancora i resti di una cinta muraria eseguita a secco, forse retaggio delle difese bizantine all'epoca dell'invasione longobarda (590-600 d.C.);
- Cannella di Vitiano, gruppo di case sorto prima del XV secolo, abitato nell'Ottocento dalla famiglia Bolognini e abbandonato nel 1962; le due costruzioni principali, ormai parzialmente diroccate, sono immerse in un bosco fitto e densamente abitato da cinghiali. Il nome "Cannella" deriva dal fatto che vicino all'antico abitato, oltrepassato il laghetto della forestale, vi è la cosiddetta "Traccia di San Francesco", un'impronta miracolosa formatasi assieme ad una fonte durante un passaggio del Santo di Assisi nei pressi della cima del monte. Si narra che un giorno d'estate, mentre San Francesco e alcuni suoi frati si recavano verso la Verna, arrivati sui monti fra Castiglion Fiorentino (allora Aretino) e Vitiano trovarono un contadino con un somaro. Siccome il Santo era stanco ed ammalato, i suoi frati chiesero al contadino di dargli un passaggio sull'asino. Il contadino accettò, ma dopo aver percorso alcuni chilometri sotto il sole, incominciò a lamentarsi e a protestare dicendo che aveva sete. Nella zona non c'erano fonti, allora San Francesco scese dall'asino e si mise a pregare. All'improvviso l'animale diede una testata sulla roccia lungo il sentiero ed una zampata in terra. Immediatamente dalla roccia zampillò dell'acqua fresca e dissetante. Il miracolo è narrato in un affresco eseguito da Giotto sulla controfacciata della Basilica Superiore di Assisi, a destra entrando. Poco più a nord della Cannella e della Traccia vi era l'antica Chiesa di San Valentino, soppressa nel XVII secolo, della quale restano pochi resti ed una croce, detta croce di San Valentino: questo luogo è stato recentemente ripulito dalle sterpaglie e dotato di panchine e ogni anno viene organizzato un pellegrinaggio che si conclude con la celebrazione della Santa Messa.

Infine è interessante dal punto di vista storico il Monticello, ossia la minuscola collina post a sud ovest di Vitiano che sovrasta isolata l'abitato. La sua cima divenne per secoli sede di un castello medievale, nato su preesistenze etrusche e romane sul finire primo Millennio. Cinto da mura, il fortilizio aveva una porta ad est ed una a sud-ovest ed era circondato da un fossato. All'interno vi erano diverse case addossate alla cinta, altre case in nuclei centrali, un palazzo e una chiesa dedicata a Sant'Angelo. Un'altra chiesa, dedicata a San Tommaso, probabilmente era al di fuori della cinta muraria. Il castello, incendiato nell'agosto del 1335, andò in rovina e nel XV secolo era già coperto da scopeti e ginestreti.

## Immagini varie

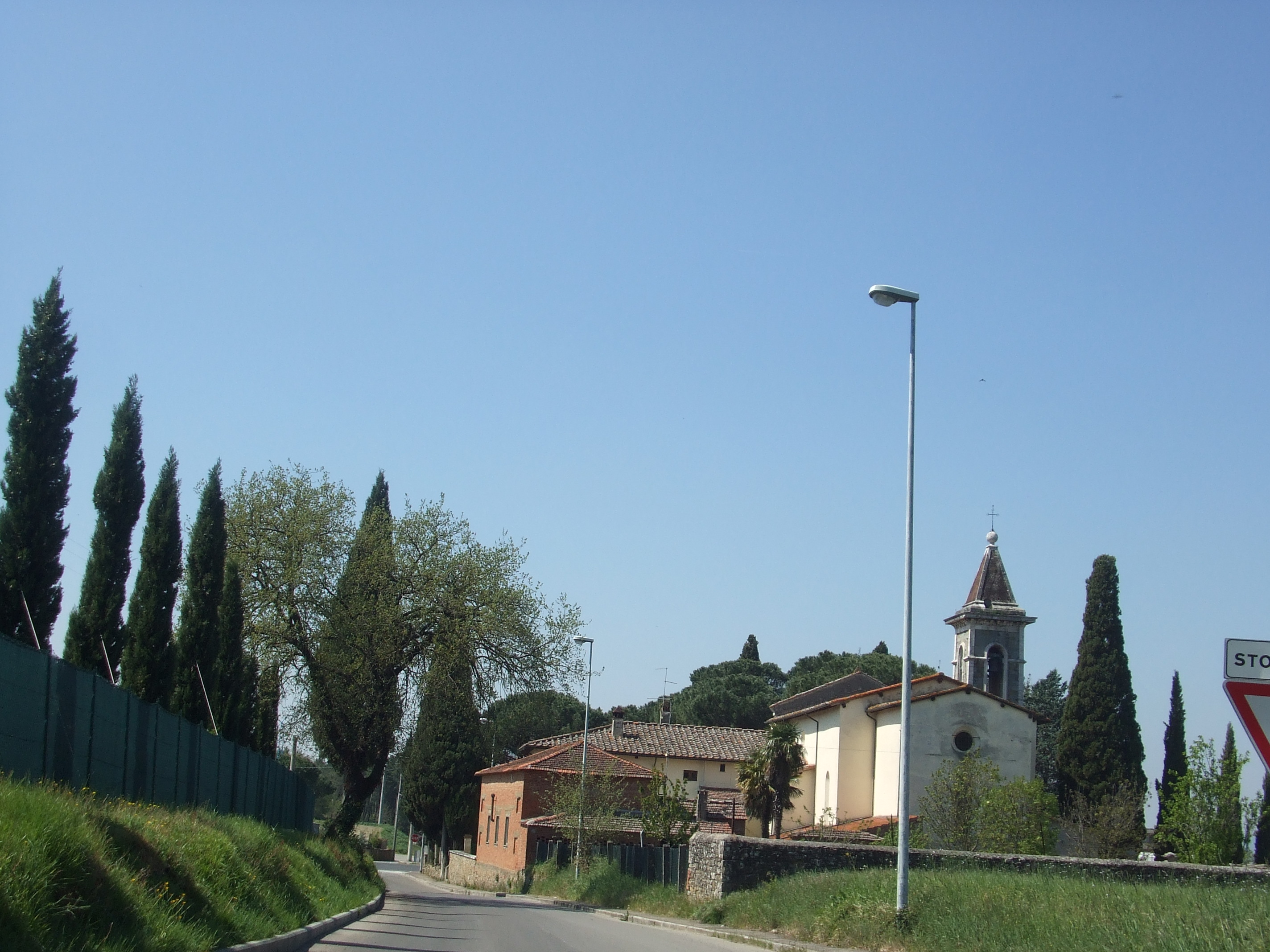
L'attuale chiesa di San Martino
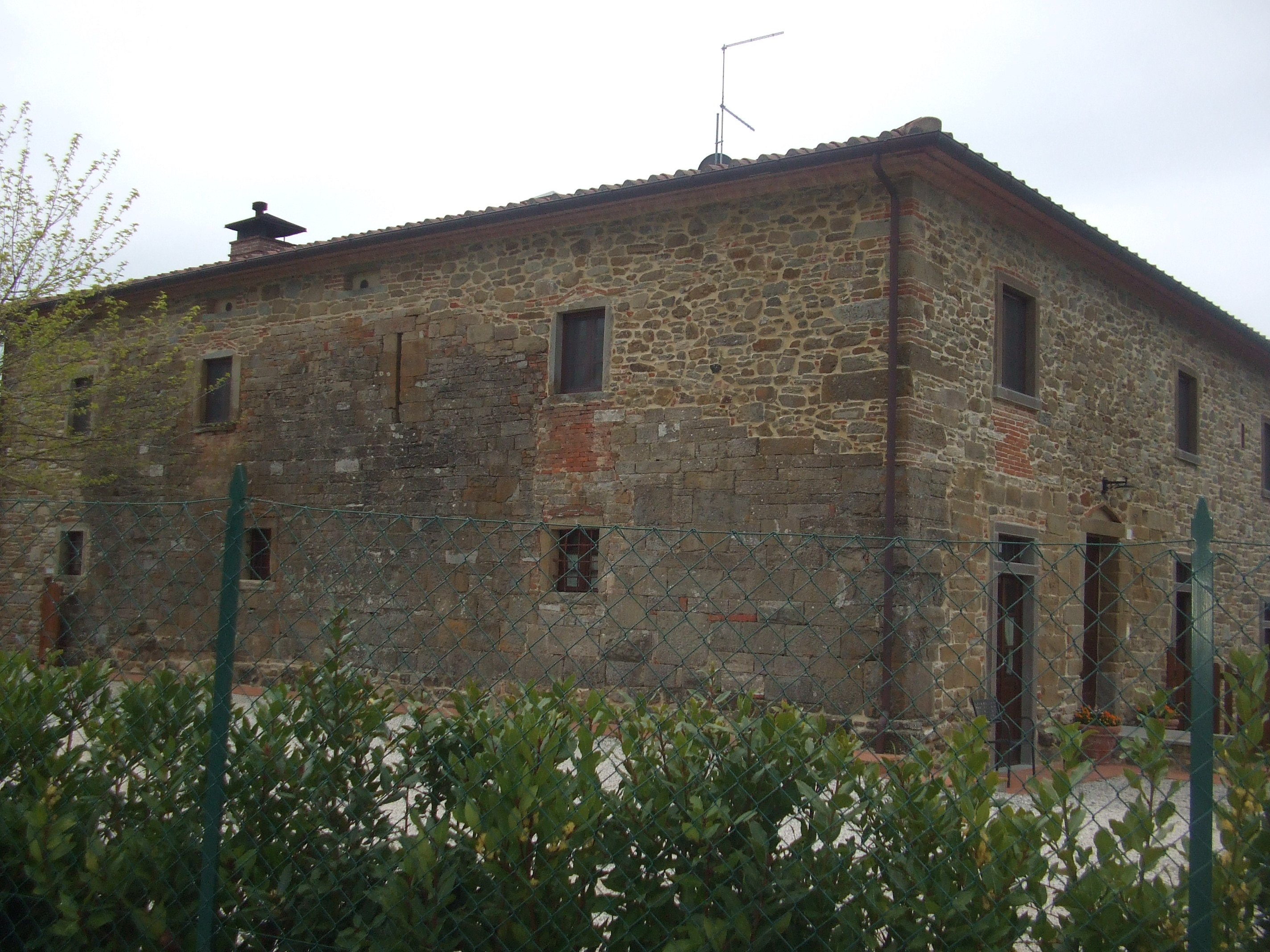
Resti della pieve di San Pietro a Potentoro (poi a Monticello) inglobati in un casolare oggi locanda ristorante
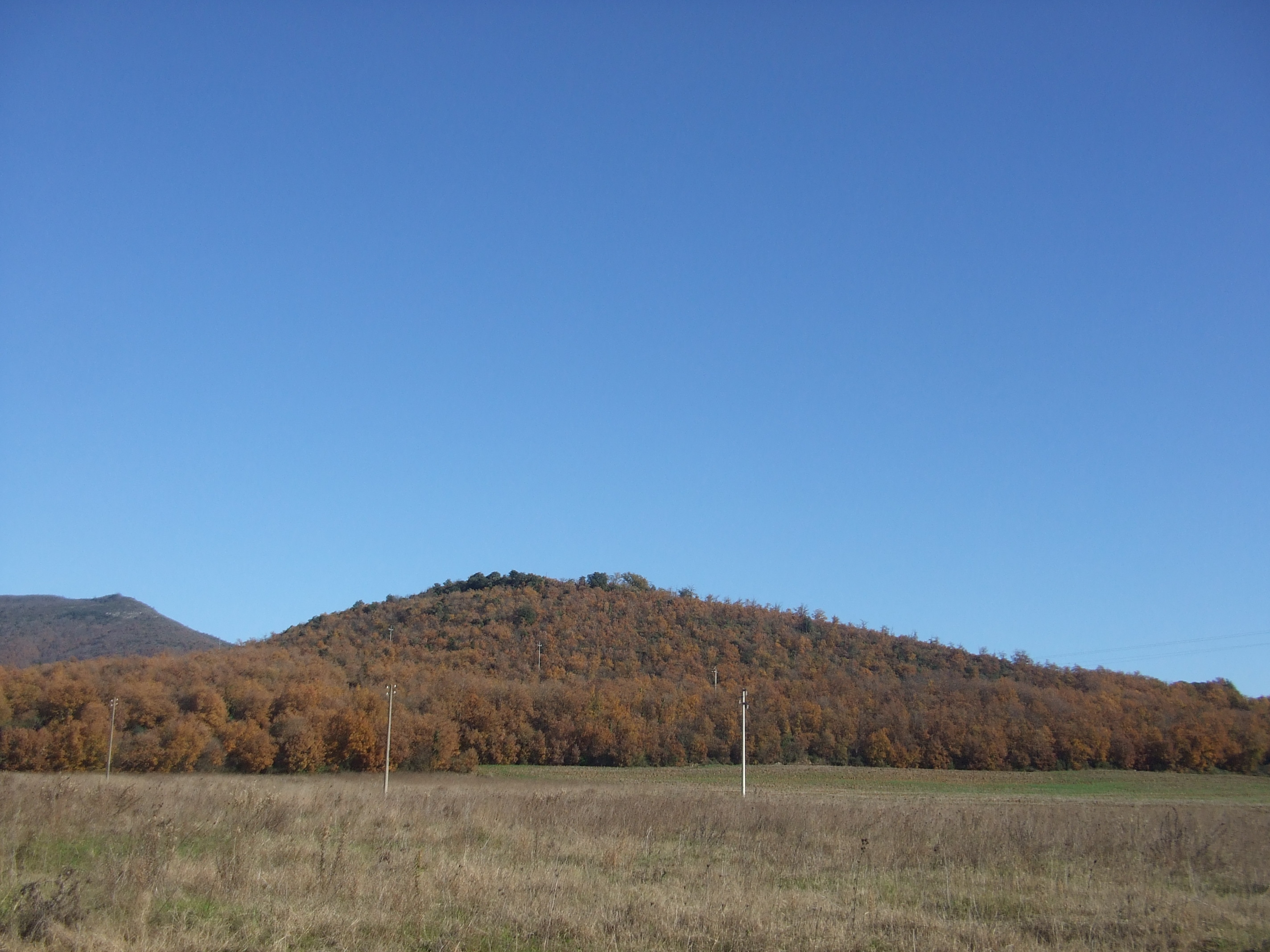
Il Monticello
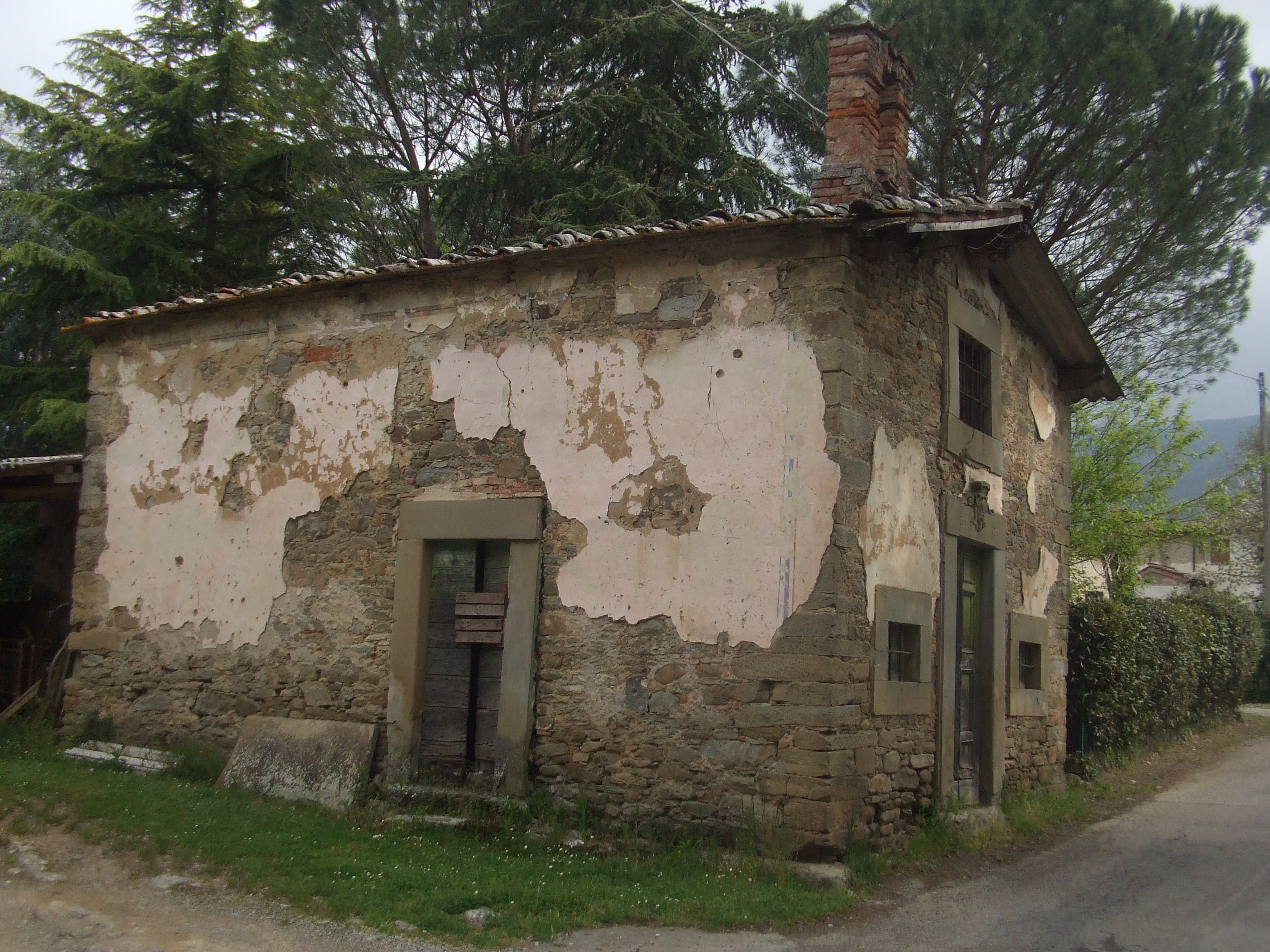
Cappella di San Girolamo, della famiglia Giannini situata in località Fondaccio (1700)
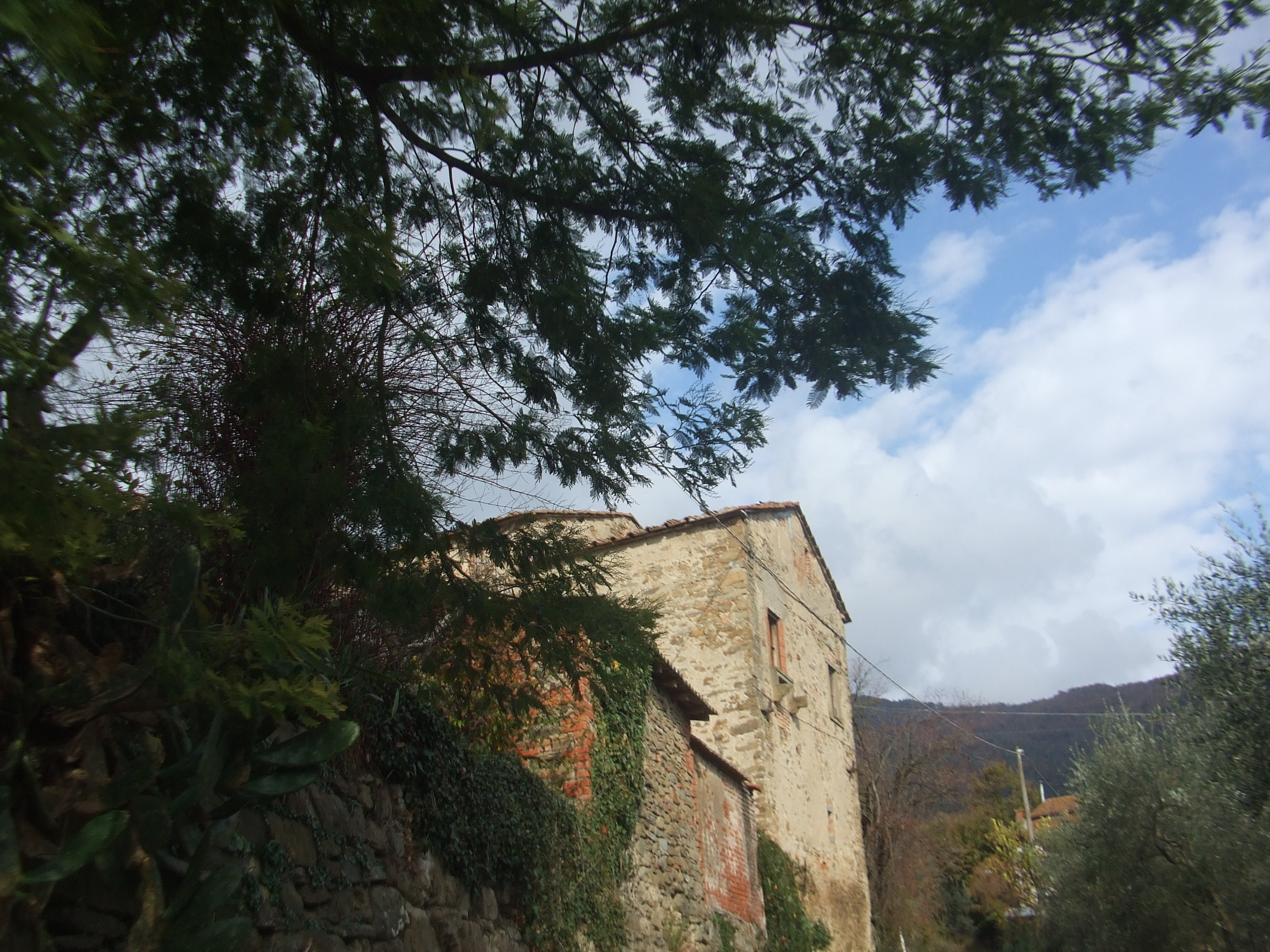
La casa di Vitiano vecchio contenente i resti dell'antica Chiesa di San Martino
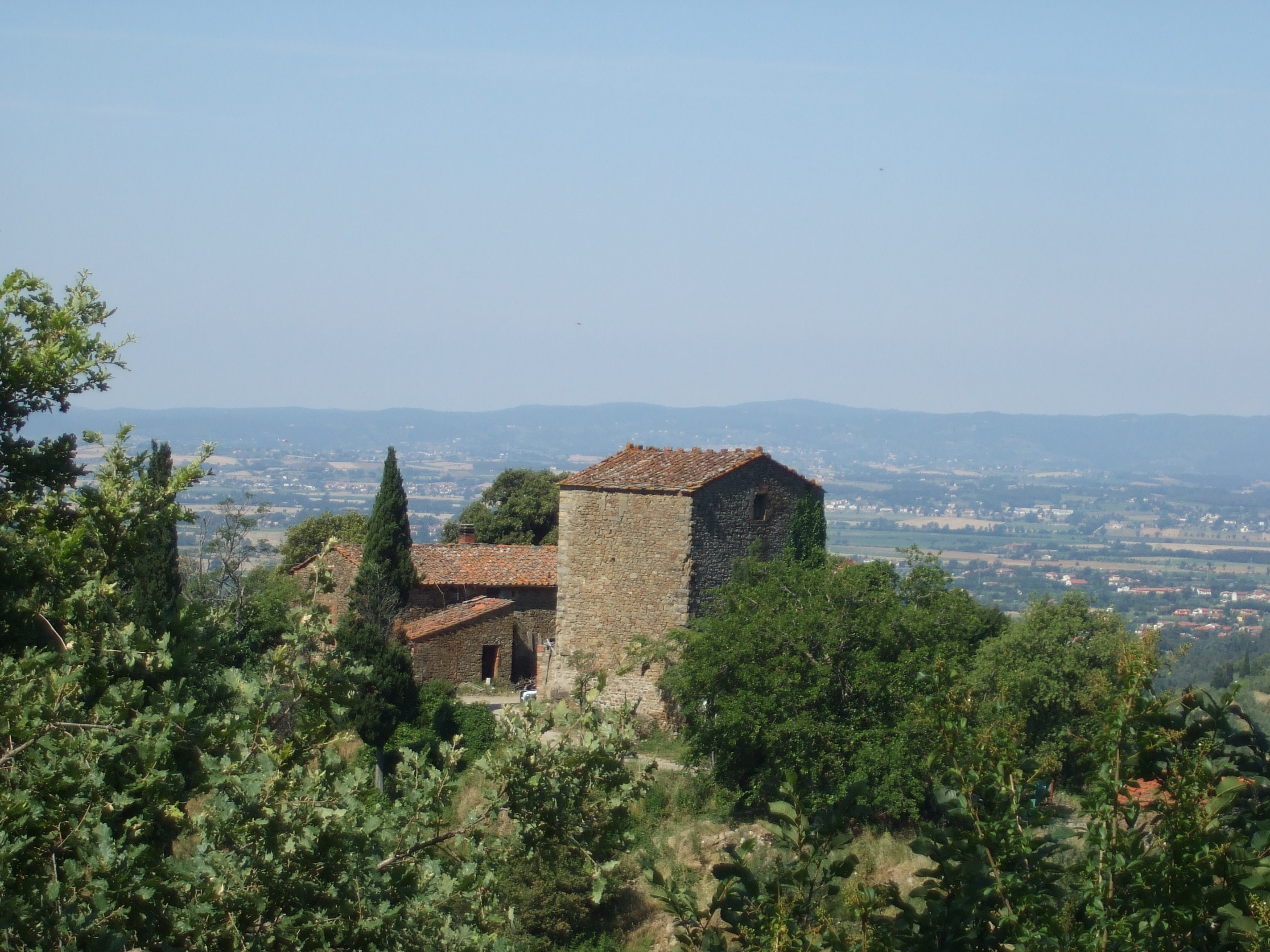
"La Torre", ossia l'antico Castello di Vitiano
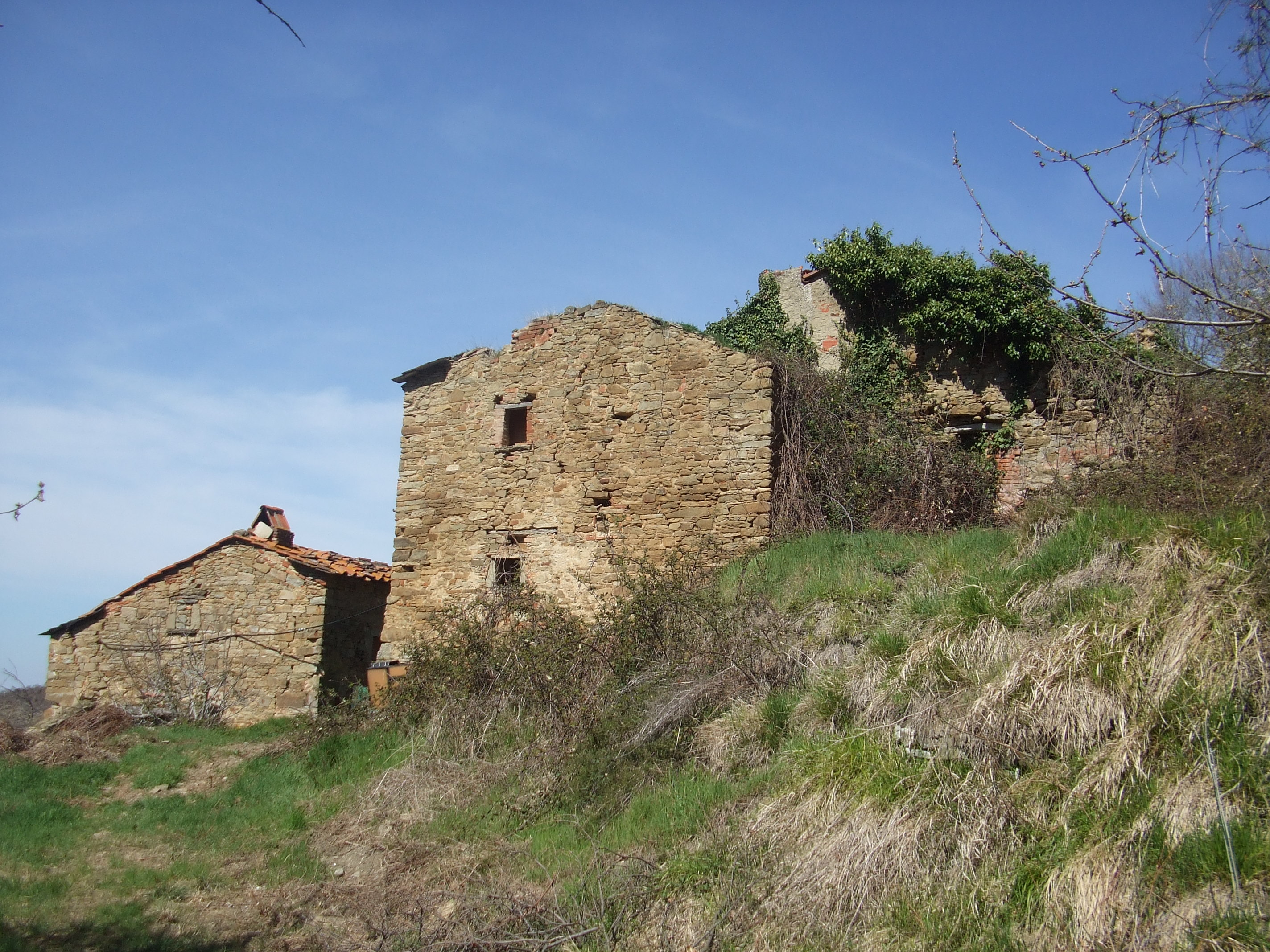
Il podere Ponticelli
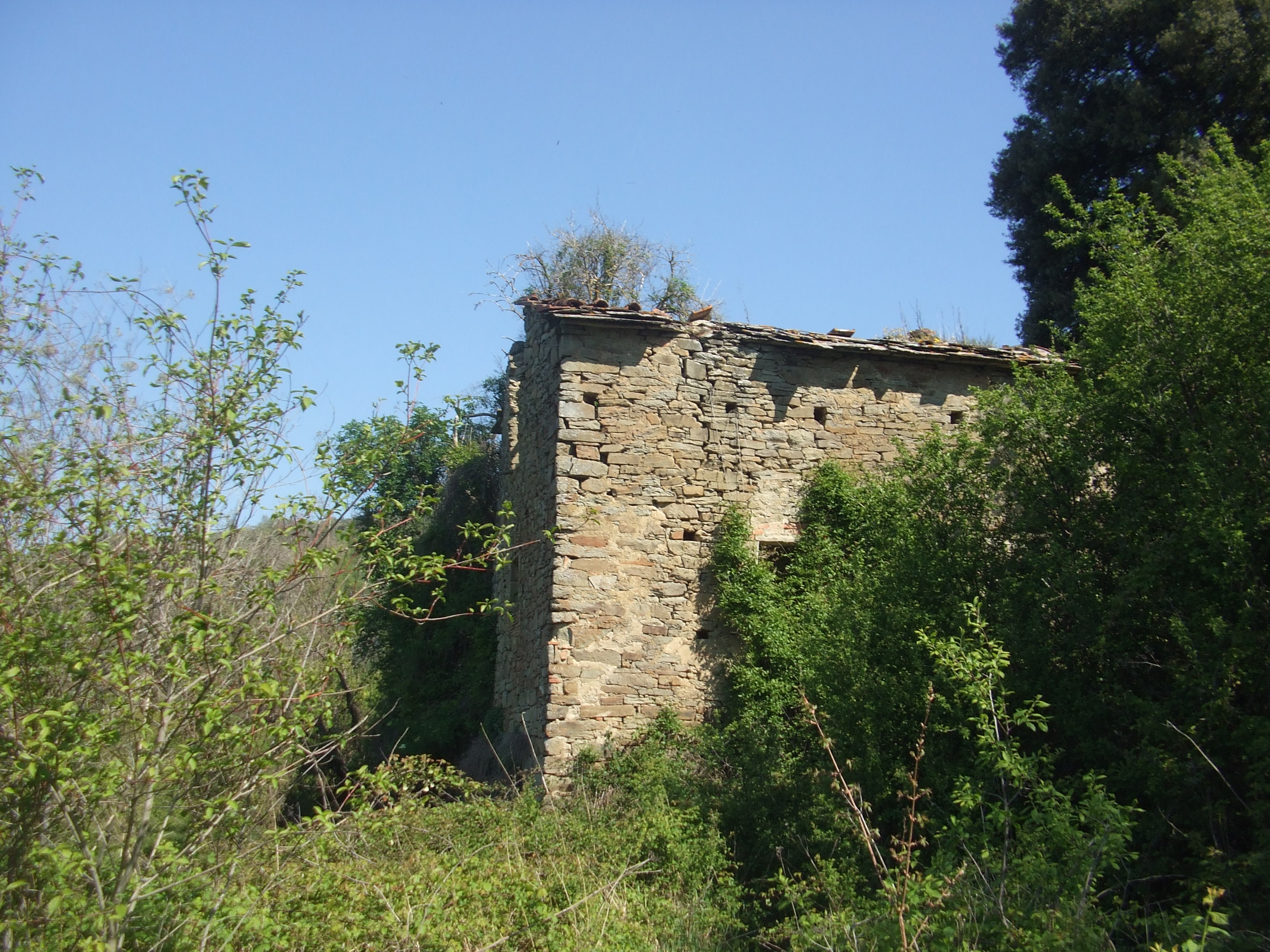
"La Cannella", tra i fitti boschi del Cavadenti
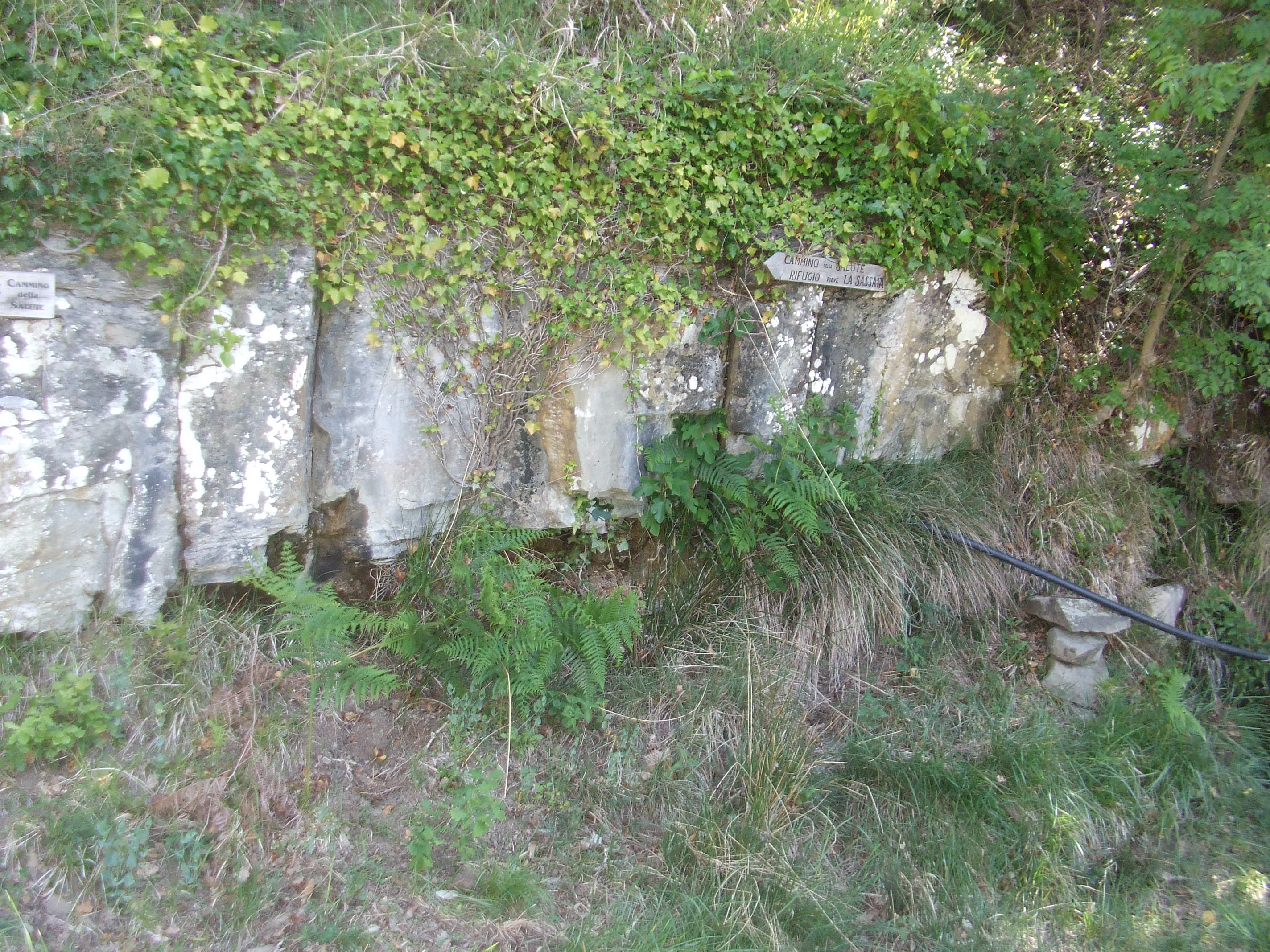
La "traccia di San Francesco"
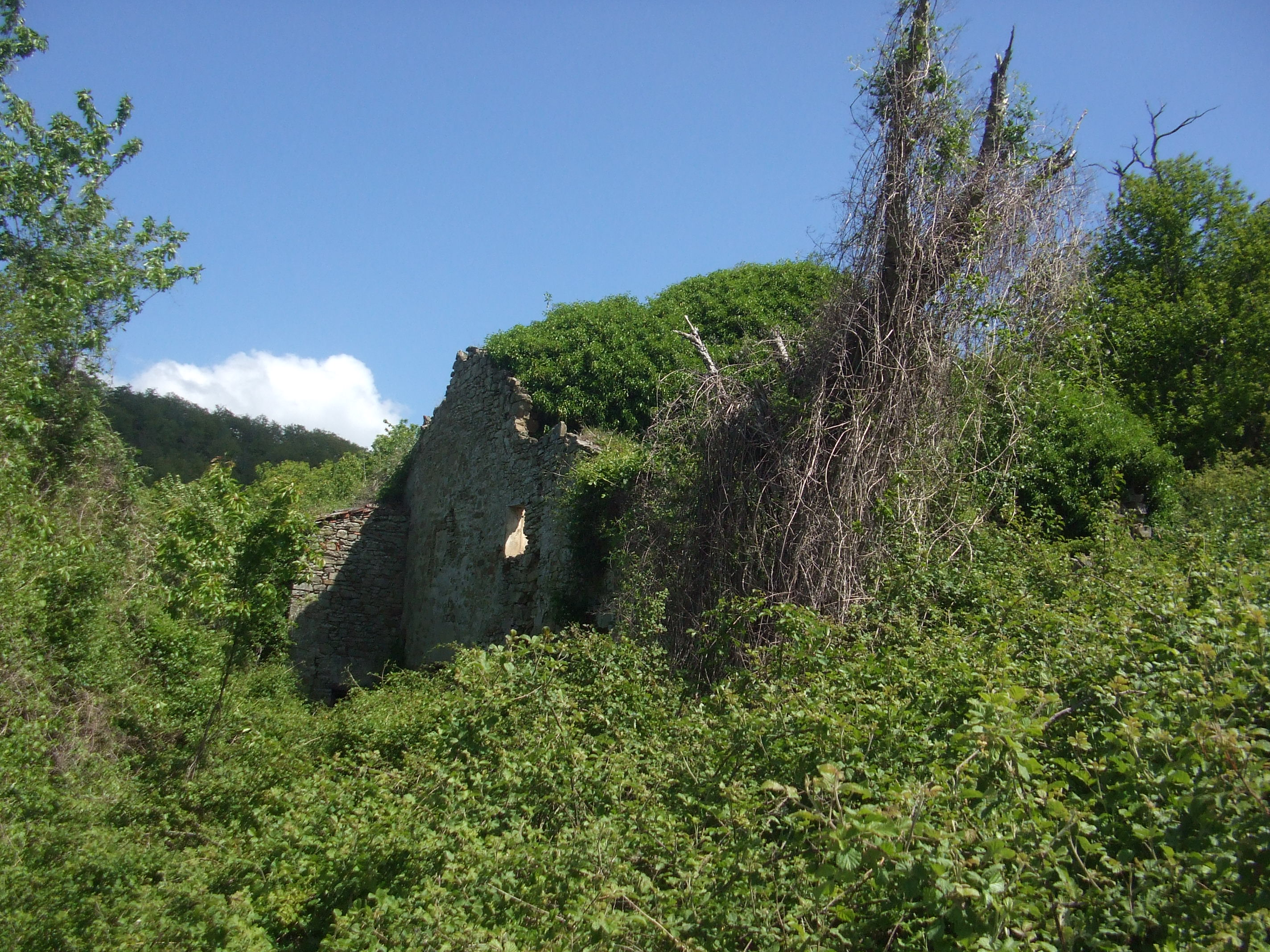
Ca' Maggiore
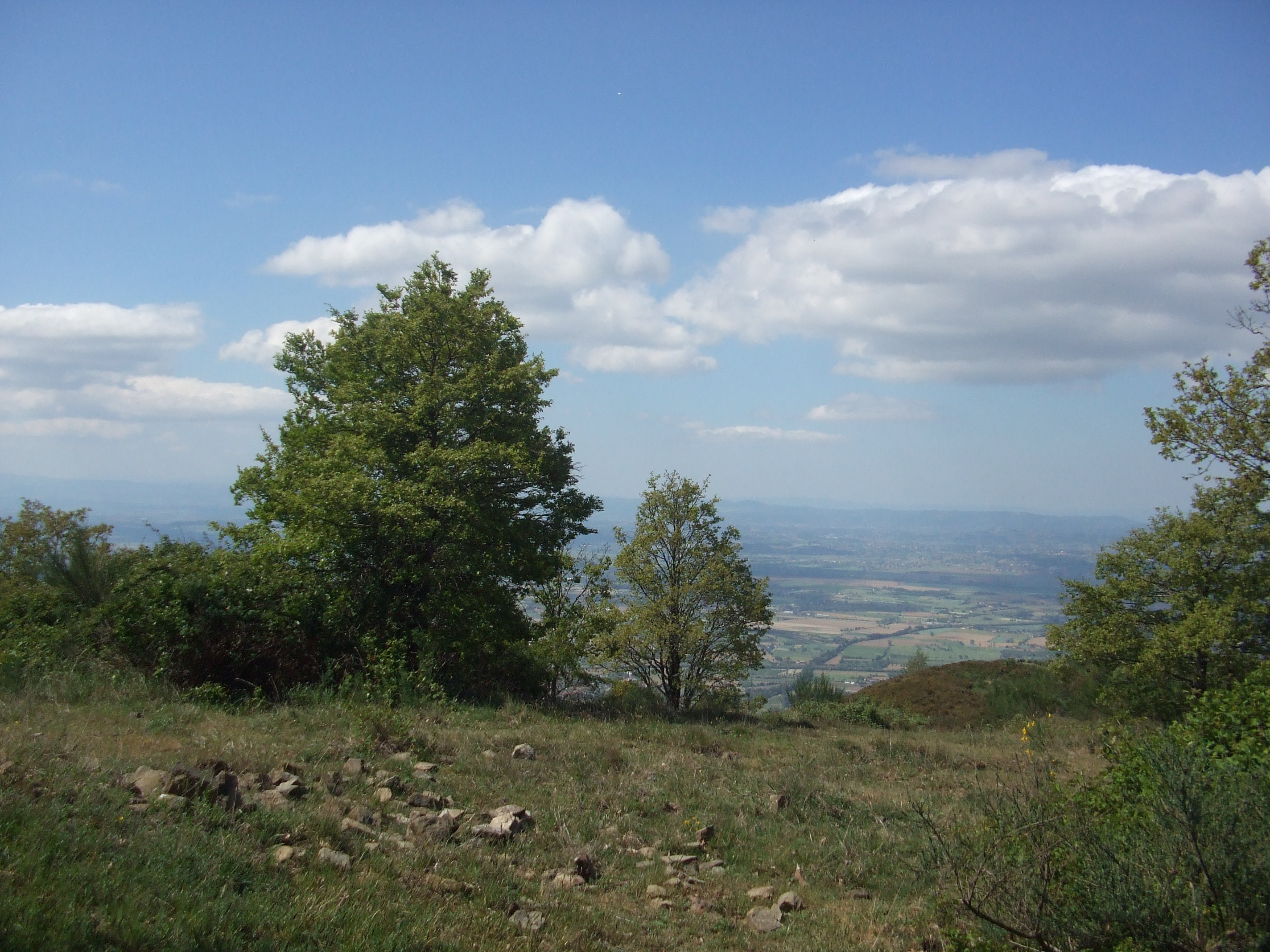
Sassi dell'antico fortilizio di epoca bizantina, sulla vetta del poggio Cavadenti